# Paweł Edelman
Pawel Edelman (* 26. června 1958, Łódź) je polský kameraman, držitel několika profesních ocenění – za film Pianista režírovaný Polańskim obdržel v roce 2002 Evropskou filmovou cenu a Césara pro nejlepšího kameramana. Nominace si za tento snímek odnesl z Oscarů a cen BAFTA. Za další snímek Muž ve stínu, natočený opět ve spolupráci s Polańskim, získal nominaci na Césara. Projekty natáčí jak v polské produkci, tak v mezinárodní koprodukci.

## Výběr filmografie
- 1994 : Listopad, režie: Lukasz Karwowski
- 1994 : Nastasja, režie: Andrzej Wajda
- 1995 : L'Aube à l'envers, krátkometrážní, režie: Sophie Marceau
- 2000 : Pan Tadeusz, režie: Andrzej Wajda
- 2002 : Pianista režie: Roman Polanski
- 2004 : Ray, režie: Taylor Hackford
- 2005 : Oliver Twist, režie: Roman Polanski
- 2006 : Všichni královi muži, režie: Steven Zaillian
- 2007 : Katyń režie: Andrzej Wajda
- 2007 : The Life Before Her Eyes, režie: Vadim Perelman
- 2009 : New York, I Love You, režie: Brett Ratner
- 2010 : Muž ve stínu, režie: Roman Polanski
- 2011 : Bůh masakru, režie: Roman Polanski